# Réserve naturelle régionale de la colline du Bastberg
La réserve naturelle régionale de la colline du Bastberg  (RNR41) est une réserve naturelle régionale située en Alsace (région Grand Est). Classée en 1989, elle occupe une surface de 6,45 hectares et protège la partie supérieure du Bastberg et ses pelouses calcicoles.

## Localisation

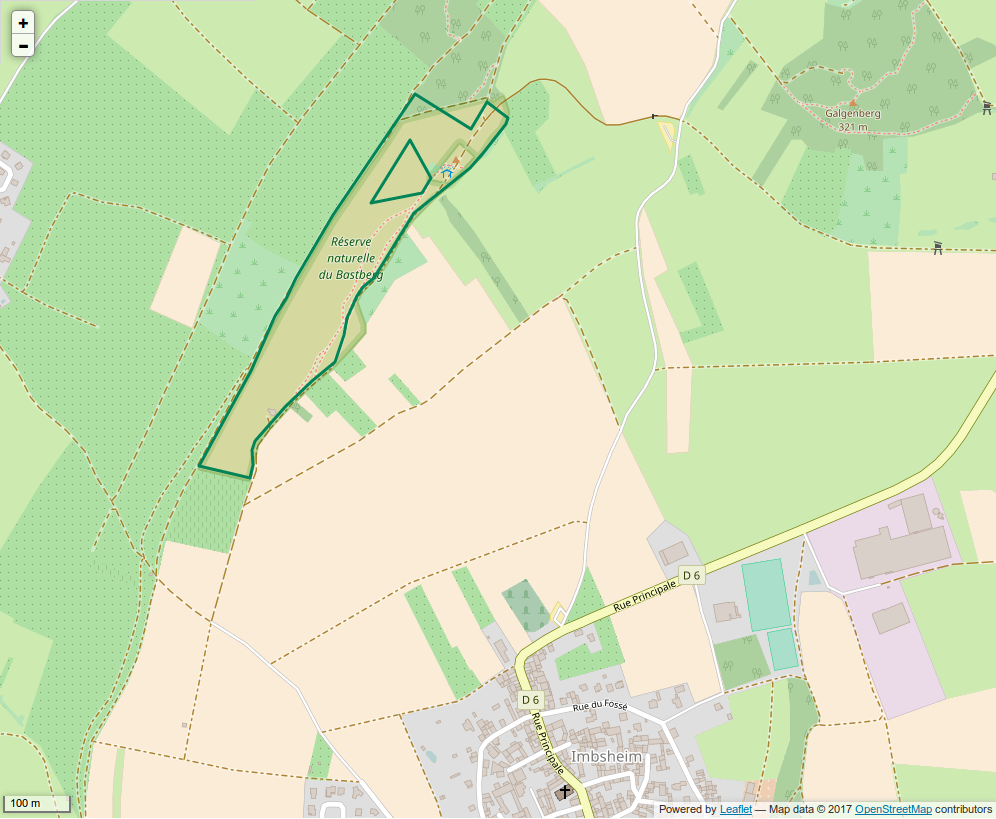
Périmètre de la réserve naturelle.

Le territoire de la réserve naturelle est dans le département du Bas-Rhin, sur les communes de Bouxwiller et Imbsheim. D'une altitude maximum de 326 m et d'une surface de 6,45 hectares, il se situe à proximité du parc naturel régional des Vosges du Nord.

## Histoire du site et de la réserve
Le site a été initialement classé en réserve naturelle volontaire en 1989. Depuis 2012, il est classé en réserve naturelle régionale. 

## Écologie (biodiversité, intérêt écopaysager…)
La réserve naturelle a notamment été créée pour protéger certaines orchidées devenues rares ou très rares. Le paysage, marqué par un fort relief, confère au site des caractéristiques « alpines ». Le sol calcaire peu épais et la faible pluviométrie entraînent la présence de milieux secs en particulier des pelouses calcaires.

### Flore
La réserve abrite 14 espèces d'orchidées sauvages (notamment l'Ophrys bourdon, et l'Orchis bouc) et d'autres espèces remarquables comme la Gentiane ciliée et l'Anémone pulsatille.

### Faune
Le site est réputé pour accueillir plus de 500 espèces d'insectes dont plusieurs papillons de la liste rouge régionale des espèces menacées tels l'Agreste ou la Mélitée de Nickerl, mais aussi d'autres insectes tels le Dectique verrucivore et la Mante religieuse.

## Intérêt touristique et pédagogique
Un réseau de chemins de découverte permet aussi de découvrir la nature et les paysages du Bastberg.

## Administration, plan de gestion, règlement...
La réserve naturelle est gérée par le « Conservatoire d'espaces naturels Alsace », maison des espaces naturels, écomusée 68190 Ungersheim. Le site fait l'objet de travaux de fauche et de pâturage.

### Outils et statut juridique
L'arrêté de création de la réserve naturelle volontaire date du 1er décembre 1989. La délibération du Conseil régional d'Alsace pour le classement en réserve naturelle régionale date du 16 mars 2012. À la suite de ce classement, la réserve est inaugurée le 25 octobre 2012 en présence de Philippe Richert (président du conseil régional), Danielle Buchi (maire de Bouxwiller) et Théo Trautmann (président du Conservatoire des sites alsaciens).